# Tinzenhorn
Das Tinzenhorn ⓘ (rätoromanisch Corn da Tinizongⓘ, im örtlichen Idiom Surmiran Corn da Tinizung) ist ein Berg östlich von Savognin und südwestlich von Filisur im Kanton Graubünden in der Schweiz mit einer Höhe von 3173 m ü. M. Am Tinzenhorn wurden versteinerte Fussabdrücke von Dinosauriern gefunden. Er ist ein schlanker, kühn aufsteigender Spitzturm von fast gotischem Aussehen, dessen vier Wände in zum Teil zerrissenen Mauern hinabfallen.

## Lage und Umgebung
Das Tinzenhorn gehört zu den Bergüner Stöcken, einer Untergruppe der Albula-Alpen. Das Tinzenhorn trennt das nördlich gelegene Albulatal vom südwestlich gelegenen Oberhalbstein. Der Gipfel liegt auf Gemeindegebiet von Bergün Filisur, allerdings ist die Gemeindegrenze zu Surses nur 191 m davon entfernt.
Zu den Nachbargipfeln des Tinzenhorns gehören unter anderem der Piz Mitgel, der Piz Ela und die Pizza Grossa.
Am Fusse des Tinzenhorns befinden sich der oft besuchte Bergsee Lai Tigiel (2462 m) und der Pass digls Orgels (2699 m), mit seinen spitzigen, schmalen und teils durchlöcherten Dolomitgendarmen, die an Orgelpfeifen einer Kirchenorgel erinnern. Sowohl der Lai Tigiel wie auch der Pass digls Orgels sind leicht auf einem guten und gut markierten Wanderweg erreichbar.
Der Berg liegt mitten im Parc Ela, einem im Jahr 2006 eröffneten 600 Quadratkilometer grossen Naturpark.
Talorte sind Savognin und Tinizong im Oberhalbstein sowie Filisur und Bergün/Bravuogn im Albulatal. Ausgangspunkte sind die Ela-Hütte im einsamen Val Spadlatscha und die über eine schmale Alpstrasse erreichbare Alp Plang la Curvanera.

## Fossil-Funde

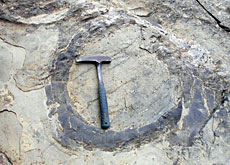
Sauropoden-Spur

Am Tinzenhorn wurden versteinerte Fussabdrücke von Dinosauriern gefunden. Die Spuren stammen von Sauropoden aus der Triaszeit, als die Gesteine vor 200 bis 210 Millionen Jahren noch auf Meeresniveau lagen. Die Fährten gelten als älteste derartige Nachweise weltweit.

## Das Tinzenhorn in der Kunst

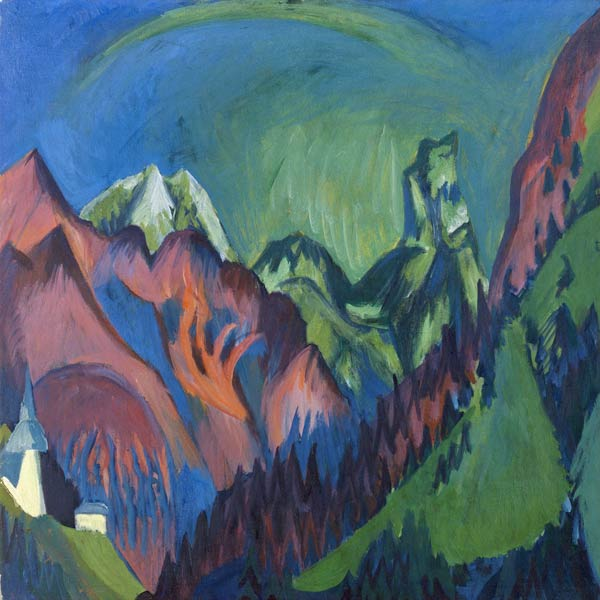
Tinzenhorn – Zügenschlucht bei Monstein

In vielen Landschaftsbildern des expressionistischen Malers Ernst Ludwig Kirchner, der ab 1917 mit Unterbrüchen in Davos gewohnt und gewirkt hat, nimmt das Tinzenhorn eine wichtige Stellung ein. Das Werk Tinzenhorn – Zügenschlucht bei Monstein von 1919/20 ist diesem Berg gewidmet.

## Routen zum Gipfel
Häufige Ausgangspunkte sind die Ela-Hütte und Plang la Curvanera. Zum Parkplatz Plang la Curvanera (1893 m ü. M.) führt ein Strässchen von Savognin via Tussagn. Die Alpstrasse von Tinizong in das Val d’Err kann gegen eine Gebühr mit privaten Motorfahrzeugen bis Pensa (1659 m ü. M.) befahren werden. Ein Wanderbus fährt mittwochs von Savognin nach Plang la Curvanera und dienstags sowie freitags nach Pensa.

### Durch die Nordostwand
Normalroute von der Ela-Hütte, Weg der Erstbesteiger
- Ausgangspunkt: Elahütte (2252 m)
- Schwierigkeit: WS
- Zeitaufwand: 3–4 Stunden

### Süd-Grat
Panoramica
- Ausgangspunkt: Elahütte (2252 m) oder Plang la Curvanera (1793 m)
- Schwierigkeit: SS
- Zeitaufwand: 3–4 Stunden vom Einstieg

### Durch die Südwand

#### Wenzelroute
- Ausgangspunkt: Elahütte (2252 m) oder Plang la Curvanera (1893 m)
- Schwierigkeit: S
- Zeitaufwand: 3–4 Stunden vom Einstieg

#### Direkte Südwand
- Ausgangspunkt: Elahütte (2252 m) oder Plang la Curvanera (1893 m)
- Schwierigkeit: SS
- Zeitaufwand: 4½–6 Stunden vom Einstieg

#### Fogliaroute
- Ausgangspunkt: Elahütte (2252 m) oder Plang la Curvanera (1893 m)
- Schwierigkeit: AS-
- Zeitaufwand: 6–8 Stunden vom Einstieg

#### Laura&Enrico
- Ausgangspunkt: Elahütte (2252 m) oder Plang la Curvanera (1893 m)
- Schwierigkeit: EX
- Zeitaufwand: 6–8 Stunden vom Einstieg

### Über den Westgrat
Normalroute aus dem Oberhalbstein
- Ausgangspunkt: Plang la Curvanera (1893 m), Tinizong (1232 m) oder Savognin (1206 m)
- Schwierigkeit: ZS
- Zeitaufwand: 2½–3 Stunden von Einstiegsscharte, 5½–6½ Stunden von Plang la Curvanera oder 6½–7½ Stunden vom Tal

### Durch die Nordwand
Gratroute
- Ausgangspunkt: Elahütte (2252 m)

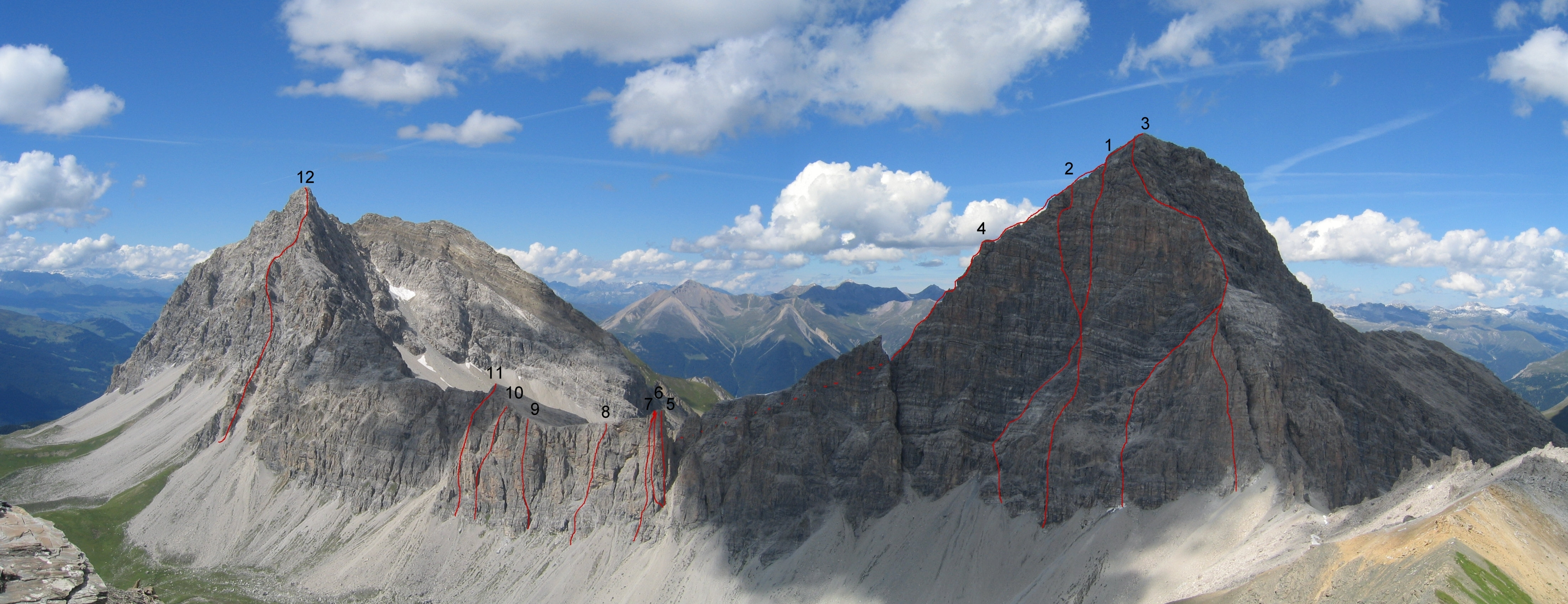
Kletterrouten am Piz Mitgel und Tinzenhorn.
1: Fogliaroute
2: Laura&Enrico
3: Panoramica
4: Westgrat
5: Stairway to heaven
6: Shine on you crazy diamond
7: Canal street
8: Hey Joe
9: Eligius
10: Sexy Sadie
11: Magical mistery tour

- Schwierigkeit: ZS
- Zeitaufwand: 6 Stunden

## Galerie

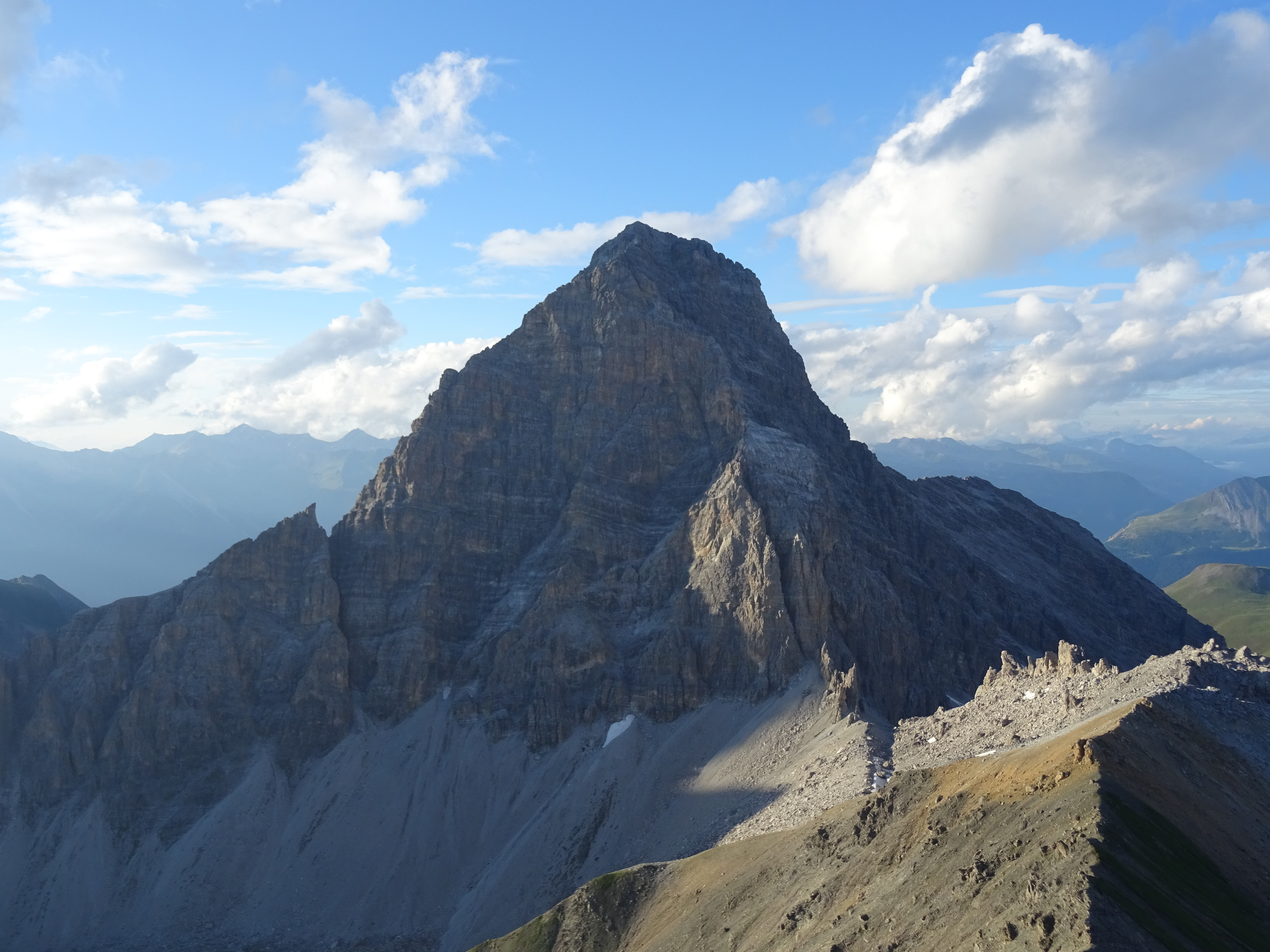
Tinzenhorn, aufgenommen von der südlich gelegenen Pizza Grossa.
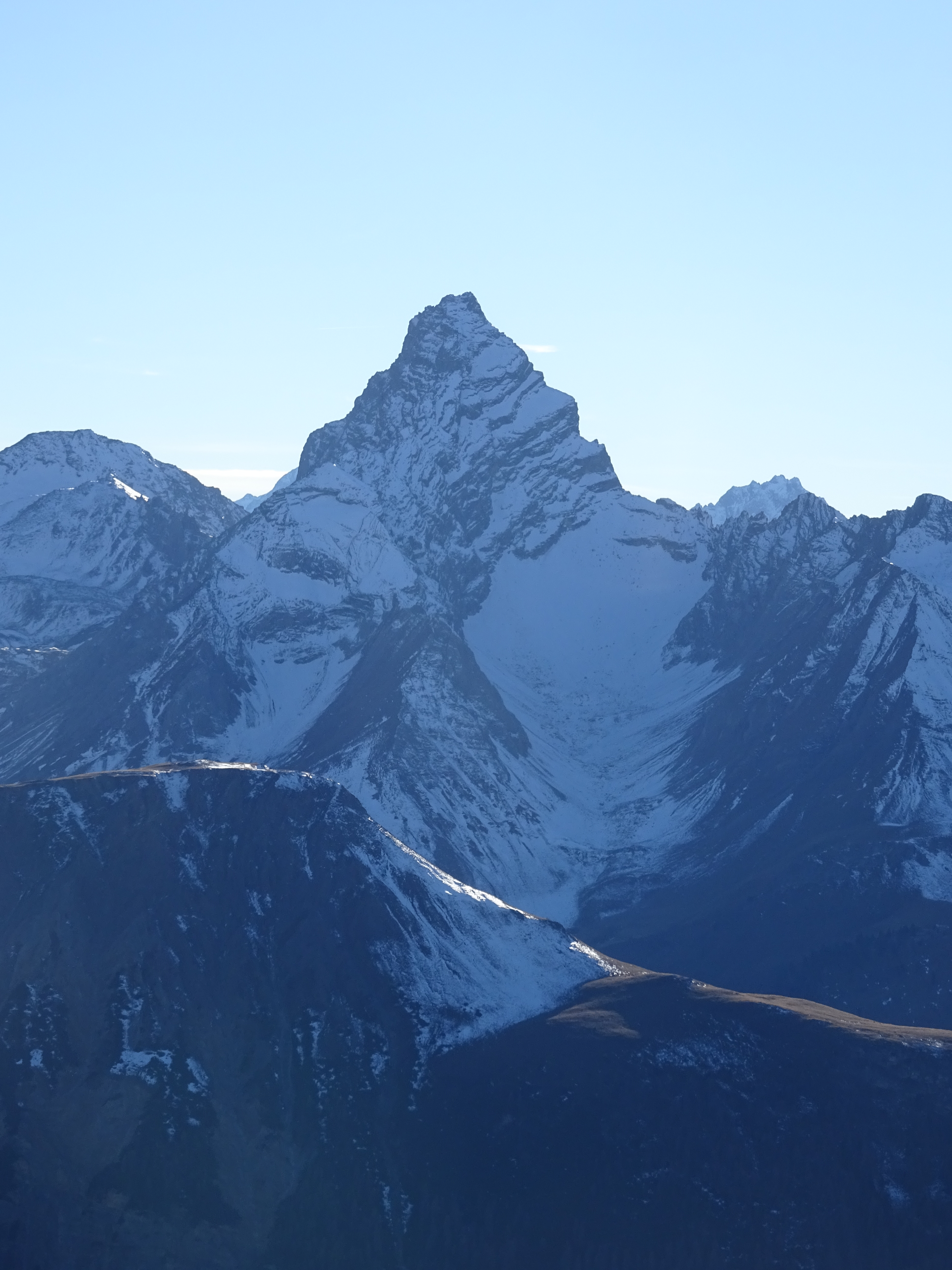
Tinzenhorn, aufgenommen vom nordwestlich gelegenen Muchetta.
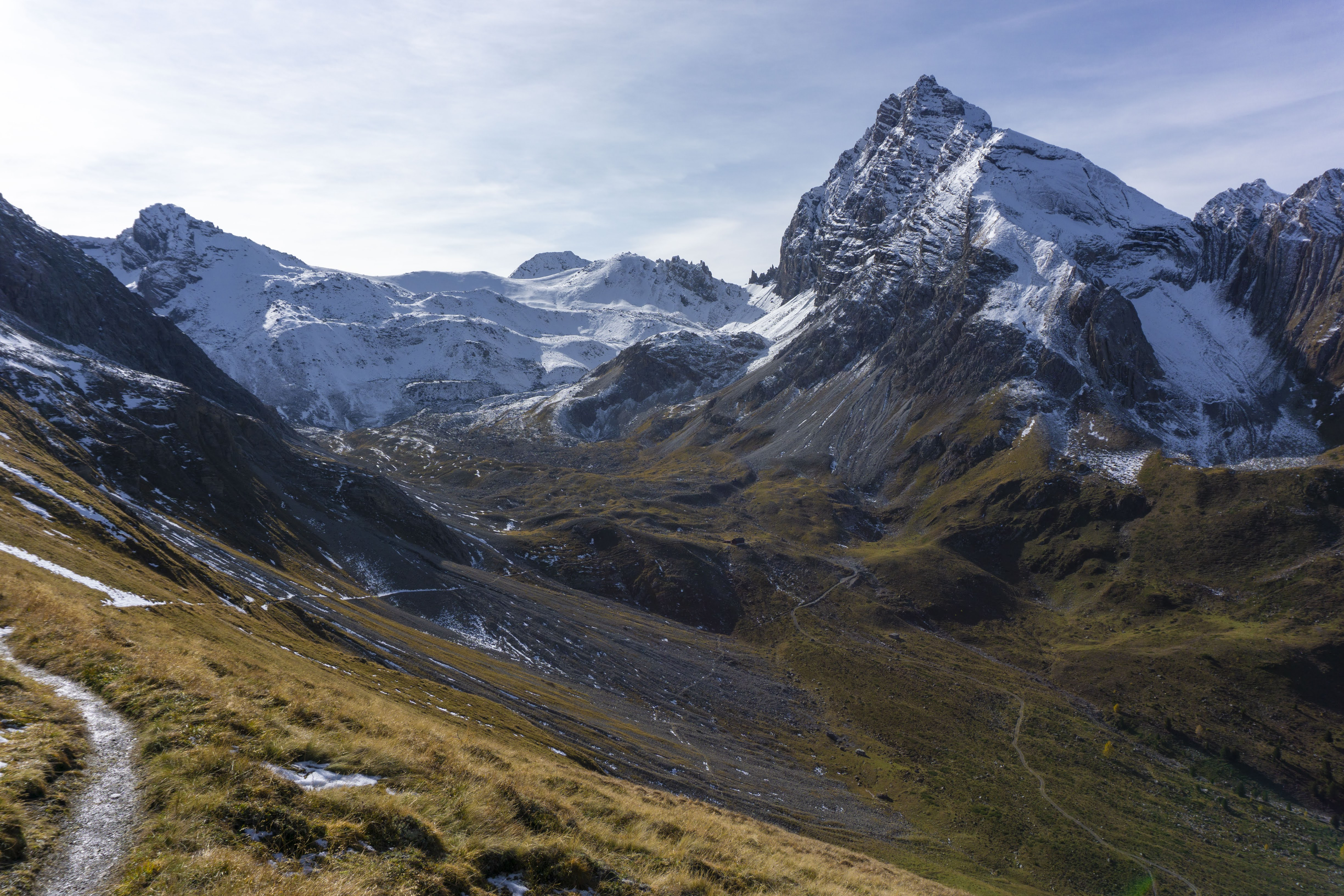
Tinzenhorn, aufgenommen vom Weg zur Ela-Hütte.
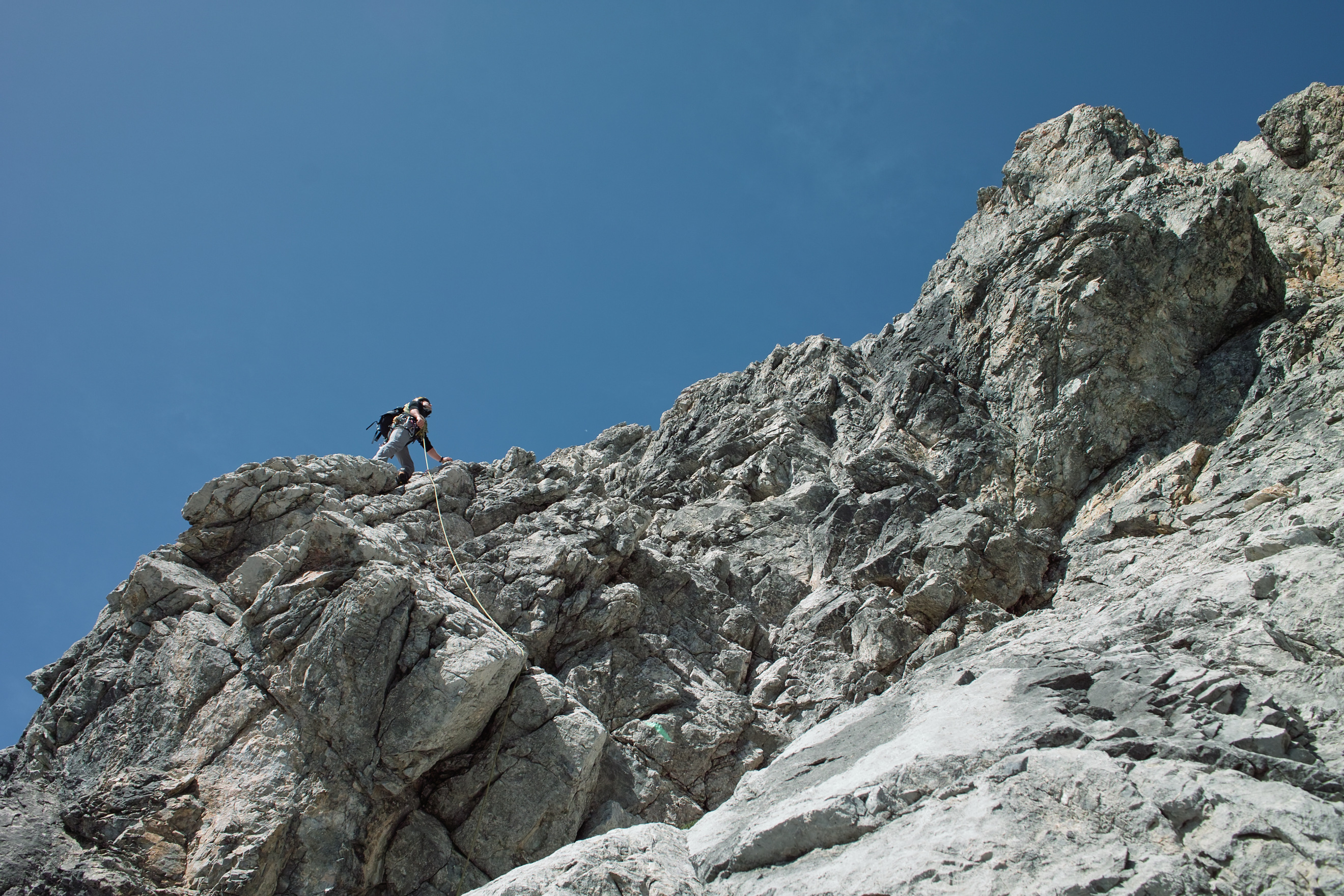
Kletterer am Tinzenhorn.
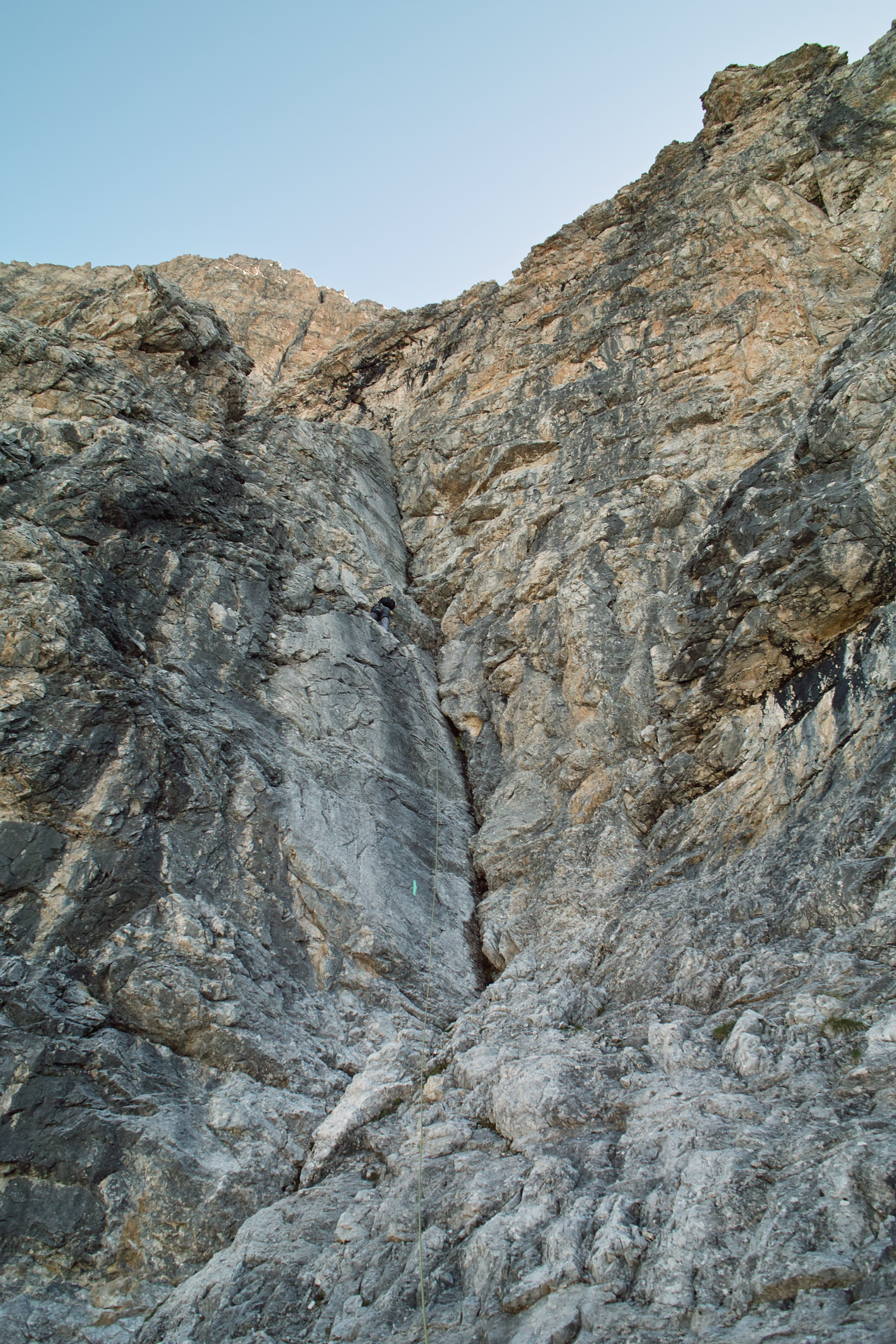
Kletterroute am Tinzenhorn.
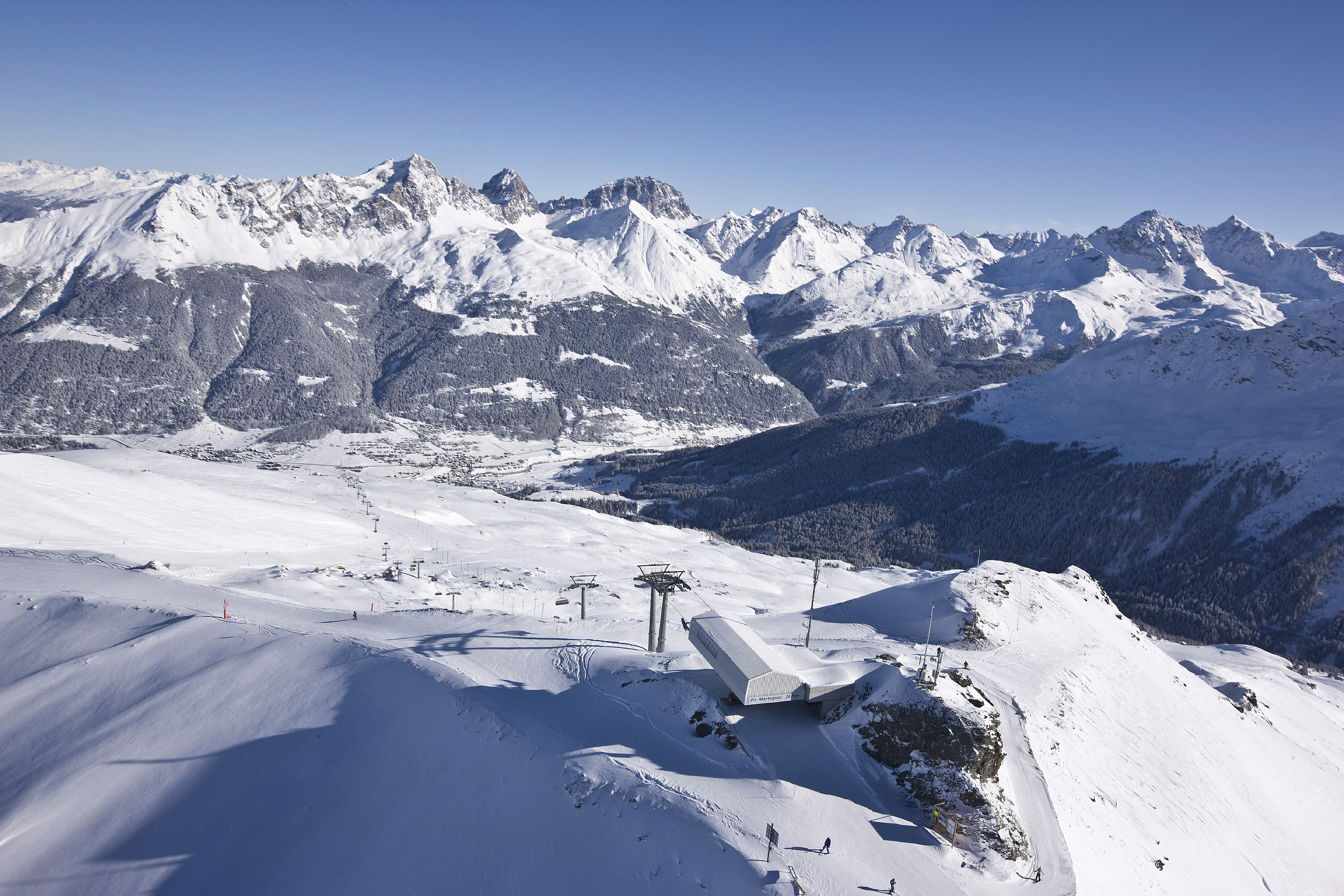
Piz Martegnas mit Bergüner Stöcke und dem Err-Gebiet im Hintergrund.
Tinzenhorn und Pass digls Orgels, aufgenommen vom Lai Tigiel.
Piz Ela, Piz Spadlatscha, Tinzenhorn und Piz Mitgel auf einer Flugaufnahme von 1925.